# Henning Schultz
Johan Henning Schultz, född den 16 maj 1828 i Västerås, död den 20 maj 1906 i Norrköping, var en svensk riksdagsman.
Schultz var vice konsul i Norrköping för Portugals räkning. I riksdagen var han ledamot av andra kammaren.
Henning Schultz är begravd på Matteus begravningsplats i Norrköping.